# Pedreira (Felgueiras)
Pour les articles homonymes, voir Pedreira.
Pedreira est une freguesia du Portugal, rattachée au concelho (« municipalité ») de Felgueiras et située dans le district de Porto et la région Nord.

## Organes de la paroisse
- L'assemblée de paroisse est présidée par Joaquim Jorge Ribeiro Costa (groupe "PPD/PSD").
- Le conseil de paroisse est présidé par José Fernando Magalhães Moreira (groupe "PPD/PSD").